# نبرد فالکرک
نبرد فالکرک (انگلیسی: Battle of Falkirk) یکی از جنگ‌های مهم مربوط به اولین جنگ استقلال اسکاتلند، در تاریخ ۲۲ ژوئیه سال ۱۲۹۸ میلادی می‌باشد. ارتش انگلستان به رهبری پادشاه ادوارد یکم به مصاف ویلیام والاس، رهبر اسکاتلندی رفت که فرجام این نبرد، شکست اسکاتلند و پیروزی انگلستان بود. مدت زمان کوتاهی پس از این نبرد، والاس از عنوان تشریفاتی نگهبان اسکاتلند استعفا داد.

## نگارخانه

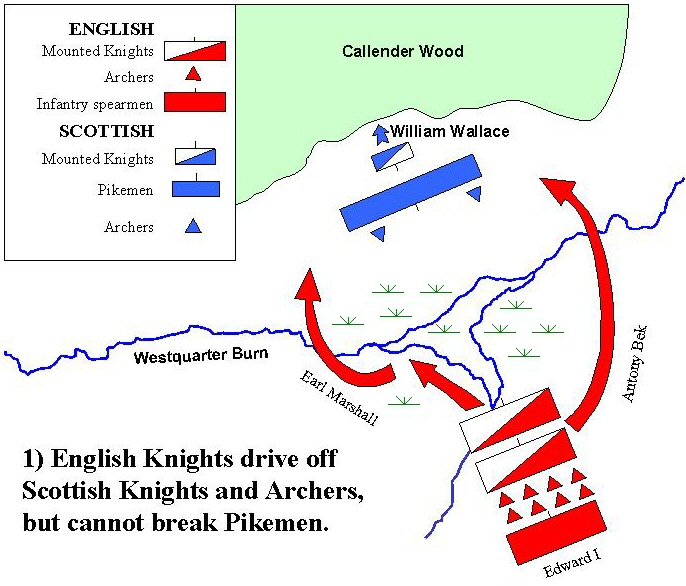
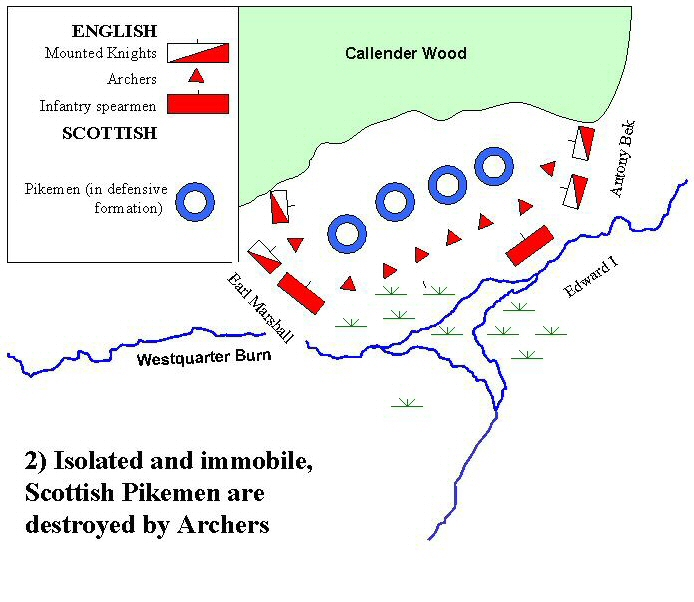
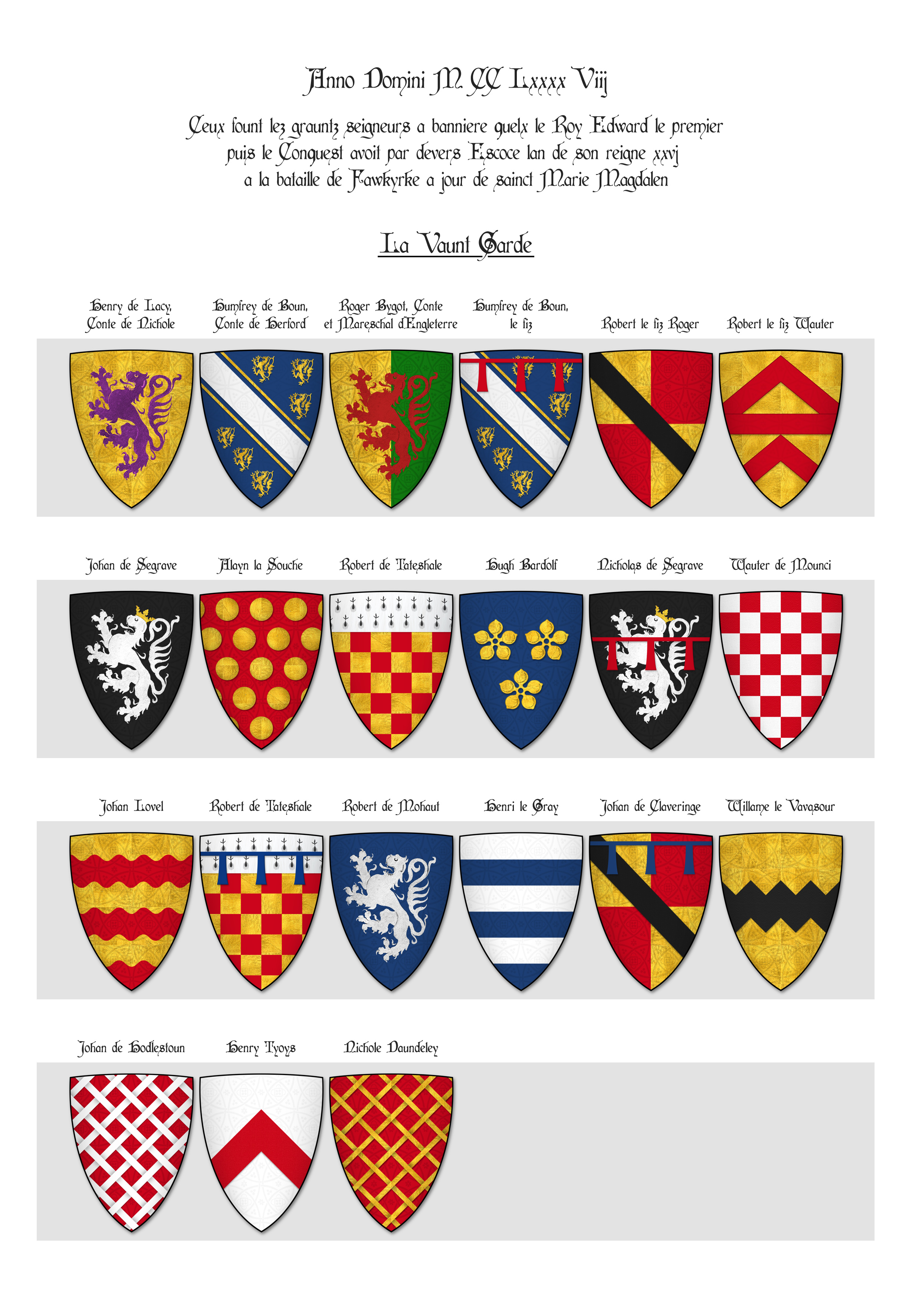
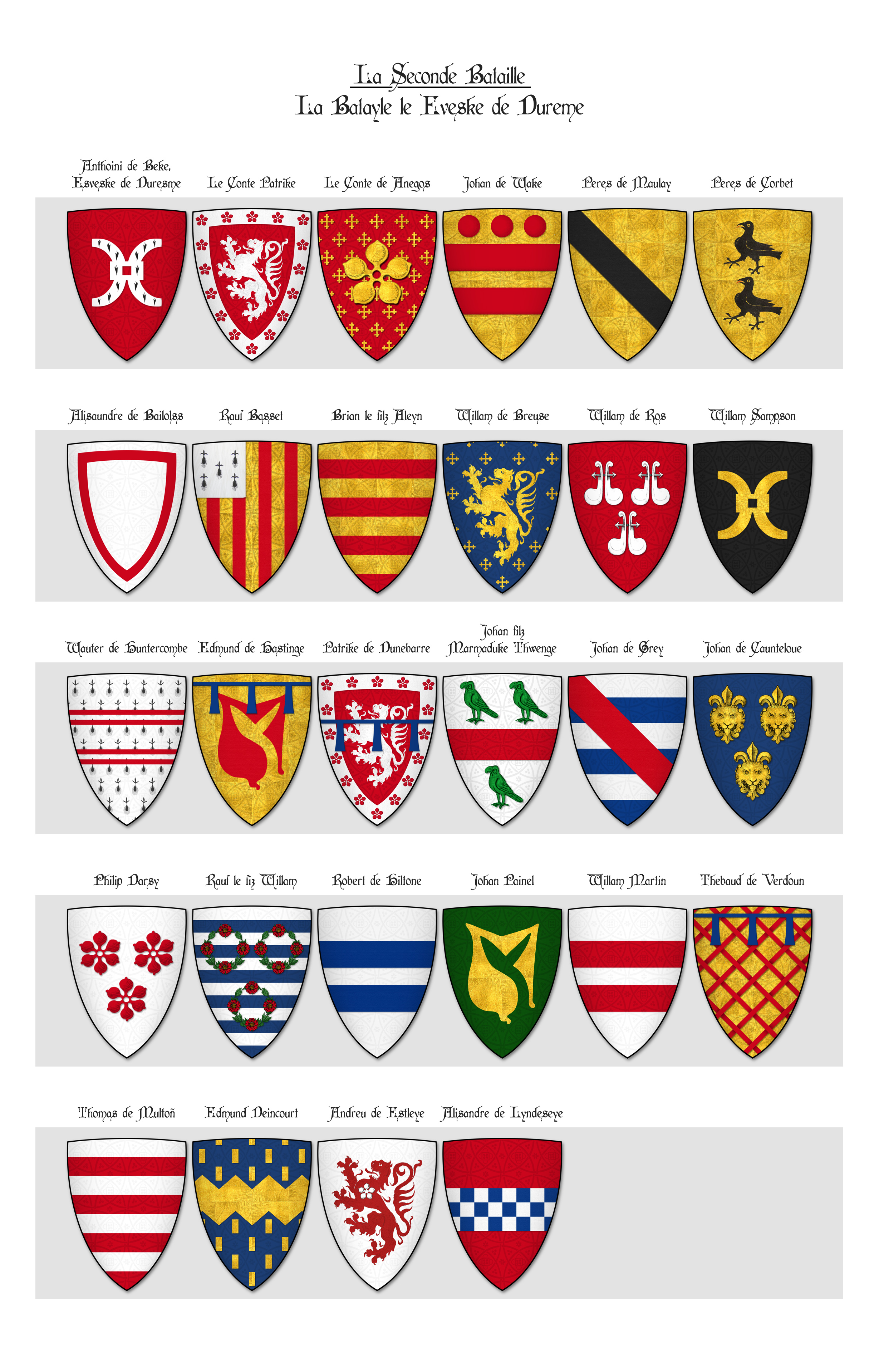
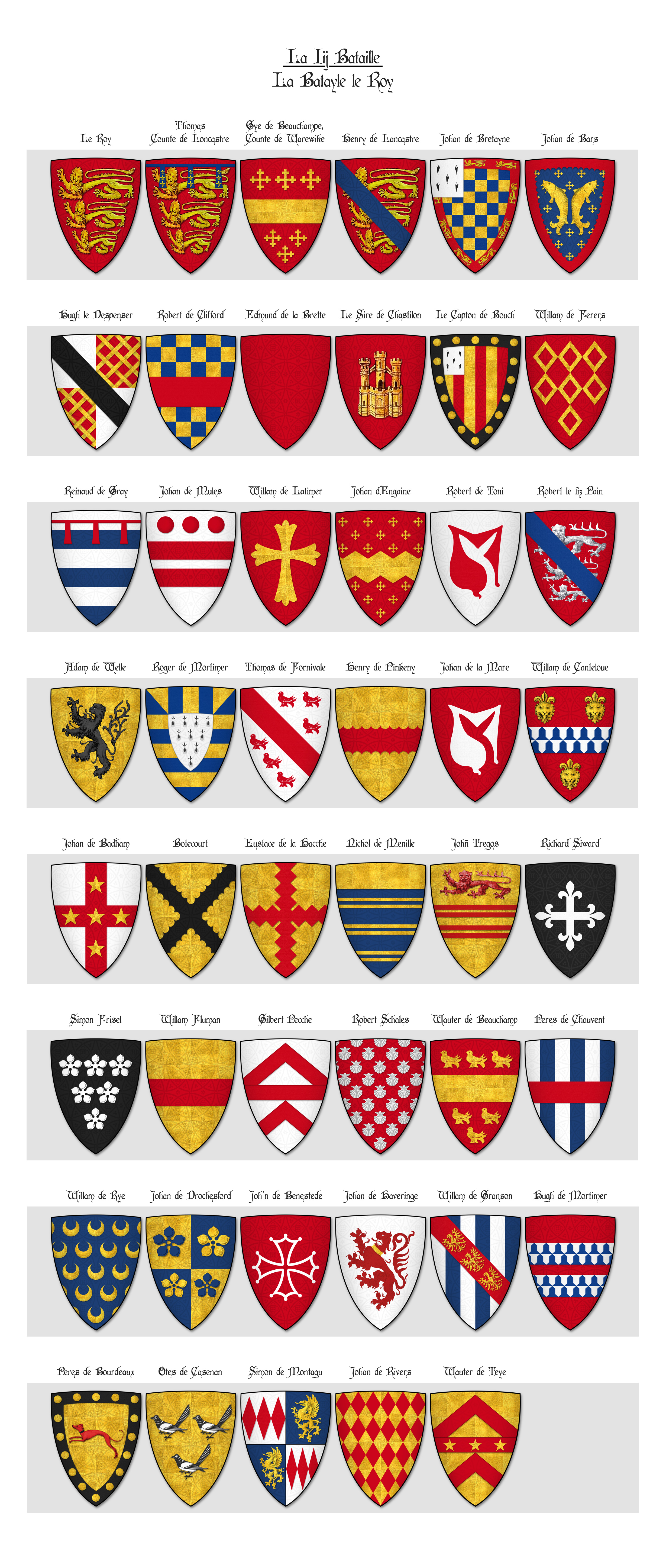
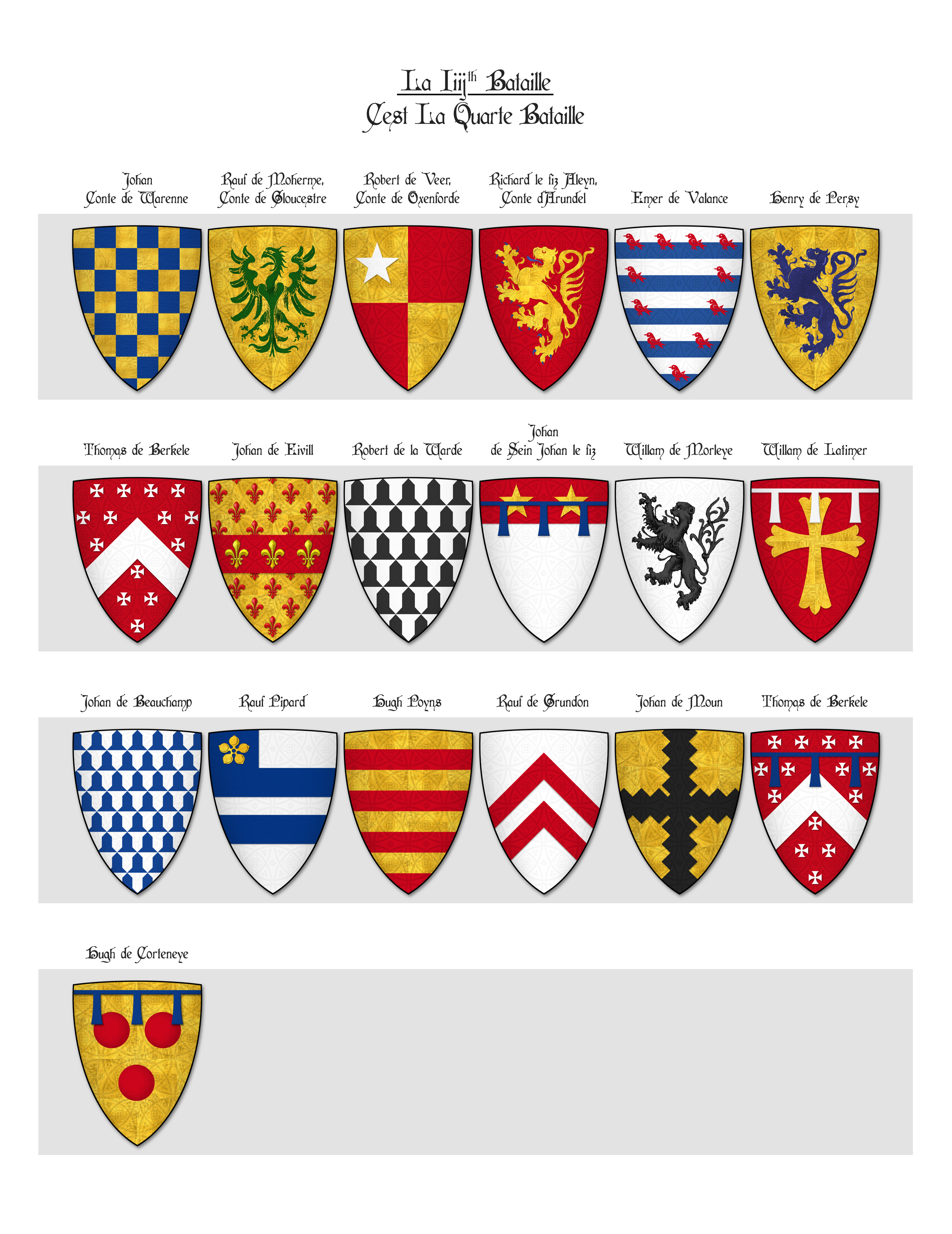